# Елинор Паркър
Елинор Паркър (на английски: Eleanor Parker) е американска актриса и певица. 

## Биография
Родена е на 26 юни 1922 година в Сидарвил, Охайо, дъщеря е на Лола (Исет) и Лестър Ден Паркър. Тя се мести със семейството си в Източен Кливланд, Охайо, където посещава държавни училища и завършва гимназията Шоу. Тя участва в редица училищни пиеси. След дипломирането работи като сервитьорка и започва да се занимава с актьорско майсторство. Предложен и е екранен тест от Туентиът Сенчъри Фокс, но го отказа, иска да се съсредоточи върху филмите. Премества се в Калифорния и започнала да се изявява в игралната къща Pasadena. 

### Личен живот
Паркър е била омъжена четири пъти:
- Фред Лозе (женени през 1943 - разведени през 1944 година)
- Берт Е. Фридлоб (женени през 1946 - разведени през 1953 година; има три деца от този брак)
- Пол Клеменс, американски художник на портрети (женени през 1954 - разведени през 1965 година; има едно дете от този брак, актьора Пол Клеменс)
- Реймънд Н. Хирш (женени през 1966 - овдовяла на 14 септември 2001 година, когато Хирш умира от рак на хранопровода. [4]

### Смърт
Елинор Паркър умира на 9 декември 2013 г. на 81 години след усложнения от пневмония в медицинско заведение в Палм Спрингс, Калифорния. След нейната смърт е кремирана, като половината от праха е разпръснат в морето, а другата половина е погребана при последния ѝ съпруг. 

## Избрана филмография
| Година | Филм                      | Оригинално заглавие      | Роля                  | Режисьор      |
| ------ | ------------------------- | ------------------------ | --------------------- | ------------- |
| 1951   | Детективска история       | Detective Story          | Мери Маклауд          | Уилям Уайлър  |
| 1953   | Бягство от Форт Браво     | Escape from Fort Bravo   | Карла Форестър        | Джон Стърджис |
| 1956   | Кралят и четирите кралици | The King and Four Queens | Сабина МакДейд        | Раул Уолш     |
| 1959   | Дупка в главата           | A Hole in the Head       | Елойз Роджърс         | Франк Капра   |
| 1965   | Звукът на музиката        | The Sound of Music       | баронеса Елза Шрьодер | Робърт Уайз   |